# لوكاس مالاكارني
لوكاس مالاكارني (بالإسبانية: Lucas Malacarne)‏ هو لاعب كرة قدم أرجنتيني في مركز الدفاع، ولد في 25 نوفمبر 1988 في بوينس آيرس في الأرجنتين. لعب مع دي.سي. يونايتد ودينامو تيرانا وريفر بليت ونادي دالاس ونادي كوكسي.

## وصلات خارجية
- لوكاس مالاكارني على موقع قاعدة بيانات كرة القدم.إي يو (الإنجليزية)